# Маломальовишки езера
Маломальовишките езера (Камилски езера) са две езера в Мальовишкия дял на Северозападна Рила. Разположени са в плитък циркус между връх Камилата (от юг) и хребетите Черната скала (от запад) и Ръждавица (от изток). Наричат ги Маломальовишки, защото от тях води началото си река Малка Мальовица (десен приток на река Мальовица), но са популярни и под името Камилски – както заради върха над тях, така и за да се избегне объркване с езерата под вр. Малка Мальовица и Мальовица (Мальовишките езера).
По-голямото от тях е Горното езеро, намиращо се на 2118 m н.в. и 42°10′54″ с. ш. 23°22′58″ и. д. / 42.181667° с. ш. 23.382778° и. д. Площта му е 1 хектар, а размерите са 120 m на 60 до 100 m. Второто езеро е близо 3 пъти по-малко, с размери 50 на 20 m, разположено е на 30 m северно от първото и на 3 m по-ниско. То пресъхва през лятото.